# 이우뤼산

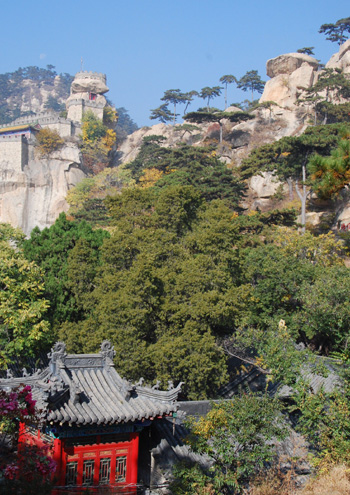
이우뤼 산, 2008년

이우뤼산(중국어 정체자: 醫巫閭山, 간체자: 医巫闾山, 병음: Yīwūlǘ Shān, 의무려산), 또는 간단히 뤼 산(중국어 정체자: 閭山, 간체자: 闾山, 병음: Lǘ Shān, 려산)은 중국 동북부의 3대명산의 하나로, 랴오닝성 진저우시(遼寧省 錦州市, 요녕성 금주시)에 속하는 베이전시(北鎮市, 북진시)의 5킬로미터 서쪽에 있다.
최고봉은 해발 867 미터이다. 산 이름은 원래 만주어로 '푸르른 산'(ᡳᠯᠠᡤᡡᡵᡳ ᠠᠯᡳ᠍ᠨ ilagūri alin)을 의미한다.